# Phyllanthus indigoferoides
Phyllanthus indigoferoides är en emblikaväxtart som beskrevs av George Bentham. Phyllanthus indigoferoides ingår i släktet Phyllanthus och familjen emblikaväxter. Inga underarter finns listade i Catalogue of Life.